# Insurreição islâmica em Moçambique
A insurreição islâmica em Moçambique é um conflito em curso na província de Cabo Delgado, em Moçambique, entre militantes  wahhabitas, que pretendem estabelecer um Estado islâmico em Moçambique, e as forças de segurança moçambicanas. O conflito também inclui ataques a civis. Suspeita-se que grupos de bandidos armados tenham também aproveitado a confusão a seu favor.
O grupo wahhabi autodenomina-se Ansar al-Sunna (ou Ahlu Sunnah Wa-Jamo) - Defensores da Tradição - mesmo nome de um grupo insurgente sunita iraquiano que lutou contra as tropas norte-americanas, entre 2003 e 2007. Por vezes, o próprio grupo também se autodenomina Al-Shabaab, (que em árabe significa «a juventude», sendo que este nome também  aparece grafado como Machababo em português moçambicano), apesar de não estar claro se possui ligações com o grupo somali com o mesmo nome e embora haja somalis no norte de Moçambique. Relatos mencionaram que este grupo fundamentalista islâmico é composto principalmente de moçambicanos dos distritos de Mocímboa da Praia, Palma e Macomia, mas também inclui estrangeiros da Tanzânia e da Somália.
Perto da localidade está a ser desenvolvido um projeto de aproveitamento de gás natural pela firma francesa Total. É o maior e mais rico projeto de gás natural liquefeito da África. Estima-se que tenha um valor de 60 mil milhões de dólares (USD), com investimentos de vários países europeus. A população local reclama que viu pouco dessa riqueza ou investimento passar para a comunidade, o que teria motivado o início da insurgência - mais tarde "internacionalizada", ao ganhar apoio do Estado Islâmico.
Em junho de 2019, também o Estado Islâmico deu a conhecer a sua presença em Moçambique e o seu envolvimento nos combates que têm abalado o norte do país desde o final de 2017. Em 24 de Março de 2020, o Estado Islâmico reivindicou mais um ataque em Mocimboa da Praia, no Norte de Moçambique, localidade que ocuparam por um dia antes de serem expulsos. Os terroristas apoderaram-se de armamento e equipamento, deixando atrás de si um número indeterminado de vítimas.
Segundo um relatório de um grupo de peritos dos orgãos antiterroristas da ONU, desde fins de 2019 que o grupo Ansar al-Sunna pertence ao chamado EIPAC (Estado Islâmico na Província da África Central ,ou IS-CAP, Central Africa Wilayah ou Wilayat Wasat Ifriqiya, uma divisão do Daesh ). Segundo um estado membro da ONU, as operações jihadistas em Moçambique foram planeadas e comandadas pela República Democrática do Congo. Segundo as estatísticas da ONU e das ONG’s, os ataques provocaram até Abril de 2021, 2 689 mortes em, pelo menos, 838 incidentes violentos, o número de pessoas que perderam as suas casas e foram obrigados a fugir está prestes a atingir os 700 mil e mais 1,3 milhões precisa assistência humanitária urgente.

## Antecedentes
Cabo Delgado, a província mais a norte de Moçambique, é conhecida por alguns como "cabo esquecido". Está a 1 600 km da capital, Maputo.
É a província moçambicana onde a fé muçulmana ganhou mais peso e penetração social. Foi sempre, no entanto, um culto religioso pacífico e natural, que se adaptava à terra mais do que a obrigava a adaptar-se.
O grupo Ansar al-Sunna nasceu de uma seita que tinha atritos com os muçulmanos sufistas locais e ligações a fundamentalistas da África Oriental. Recrutava os jovens frustrados pela pobreza e falta de oportunidades de emprego. Poucos habitantes locais acreditam que a descoberta das enormes quantidades de gás natural ao largo da costa de Cabo Delgado os vá beneficiar, ao contrário das elites dentro e à volta do partido no poder, a Frelimo.
No início, o Estado moçambicano encarou o grupo como bandidos vulgares. O Presidente Filipe Nyusi admitiu entretanto que existe um problema, mas o seu governo está sobrecarregado. Os melhores soldados do país estão a guardar as instalações de gás. Os restantes estão mal treinados, mal pagos e ainda, por vezes, são acusados de abusos dos direitos humanos. A maioria dos soldados não é de Cabo Delgado e não fala as línguas locais.

## Principais confrontos

### Ataques em Cabo Delgado

#### Tomada de Mocimboa da Praia

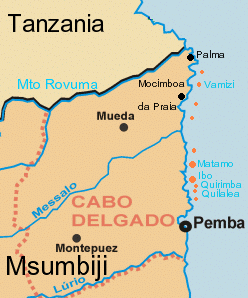
Cabo Delgado.

No dia 12 de Agosto de 2020, durante a madrugada, os jihadistas capturaram, pela terceira vez, Mocímboa da Praia e o respectivo porto, assim como, segundo algumas fontes, duas instalações militares. Mercenários do grupo de segurança sul-africano Dyck Advisor Group (DAG), que têm apoiado o Governo moçambicano no combate aos jihadistas, não chegaram a tempo de intervir.
As tropas do governo acabaram por retirar após terem ficado sem munições. Uma embarcação militar foi afundada pelos jihadistas. A partir dum pequeno e mal armado bando, os jihadistas revelaram desde este momento um nível superior de organização, estratégia e armamento.
A 20 de Agosto os confrontos em Mocímboa da Praia continuavam e havia um número indeterminado de mortos. A população tem fugido quase toda para Pemba, Palma e a ilha de Ibo.
A 8 de Setembro, os jihadistas capturaram as duas pequenas ilhas de Mecungo e Vamisse. Segundo o site de notícias moçambicano Moz24Horas, alguns dias depois tomaram também o controlo duma importante via de ligação entre Sul e Norte de Cabo Delgado através do distrito de Montepuez.

#### Nanjaba e Muatide
Em 6 de novembro de 2020, um grupo terrorista ligado ao Estado Islâmico atacou de surpresa a aldeia de Nanjaba na província de Cabo Delgado. Durante o ataque foram feitos disparos contra vários habitantes e incendiadas várias habitações. Duas pessoas foram decapitadas e várias mulheres violadas. Em seguida o mesmo grupo atacou a aldeia de Muatide. Os fugitivos foram reunidos num campo de futebol próximo, tendo aí sido decapitadas mais de 50 pessoas.
A 7 de Janeiro de 2021 o ministro moçambicano da Defesa Nacional, Jaime Neto, afirmou que o apoio que tem sido dado às forças de defesa e segurança por parceiros internacionais (a União Europeia por exemplo) já permitiu a recuperação de várias zonas que tinham sido ocupadas pelos insurgentes em Cabo Delgado, incluindo o porto de Mocímboa da Praia.

#### Tomada de Palma
Cerca de 24 de Março de 2021, o grupo Ansar al-Sunna se reorganizou e atacou Palma, no norte do país, decapitando várias pessoas e atacando na estrada uma coluna de refugiados. A firma Total evacuou cerca de mil trabalhadores e anunciou a suspensão das suas atividades. Milhares de refugiados tomaram o rumo de Pemba. Em 5 de Abril, o governo moçambicano afirmou que havia recuperado Palma, infligindo um "significativo" número de baixas nos rebeldes islamitas. Contudo, combates nos arredores continuaram a serem reportados nos dias seguintes.

## Limites à informação
Existe uma falta de acesso a informação fiável na região devido à intimidação de jornalistas pelo governo e militares. A 5 de Janeiro de 2019, as autoridades moçambicanas detiveram ilegalmente o jornalista Amade Abubacar, que tinha relatado a insurreição. Foi alegadamente sujeito a tortura, e só foi libertado sob fiança após 107 dias de detenção.
Em Agosto de 2020, Mocímboa da Praia encontrava-se sem telefones e sem internet. A informação sobre o conflito esteve praticamente ausente dos noticiários televisivos ou jornais portugueses, até que o agravamento da situação a fez entrar em destaque nas notícias.

## Ataques a cristãos e papel da Igreja Católica
A Igreja tem visto com preocupação o crescimento do islamismo, o qual vem ganhando um crescente número de pregadores radicais, e sugere que a intolerância religiosa pode tornar-se num problema no país, como já acontece em outras partes da África Oriental. A Fundação Pontifícia Ajuda à Igreja que Sofre, que tem obras assistenciais no território de Moçambique, considera que "as perspectivas para a liberdade religiosa são terríveis". Em entrevista ao jornal O São Paulo, da Arquidiocese de São Paulo, o bispo de Pemba, Dom Luís Fernando Lisboa, afirmou: "A nossa Província tem sofrido muito com os ataques de homens armados. Isso começou em outubro de 2017. São ataques a postos policiais e aldeias, que matam pessoas, queimando casas. Temos milhares de pessoas deslocadas dentro da Província que fugiram ou que tiveram suas casas queimadas por causa da violência dentro de suas aldeias. Nosso povo tem sofrido muito com essa violência, que não é generalizada em toda a Província, mas em cinco distritos, onde os missionários também estão presentes, passando por dificuldades, vivendo essa insegurança, o medo junto com o povo. A presença dos missionários é importante para ser esse alívio e ponto de apoio para o nosso povo". Até mesmo a Conferência Episcopal Portuguesa afirmou estar acompanhando de perto a situação do terrorismo na província de Cabo Delgado, e que a Igreja Católica portuguesa apoia "vivamente os esforços do Governo português, da União Europeia e de organizações internacionais, para que, em colaboração com o Governo moçambicano, se possam encontrar meios de auxílio às populações e assegurar condições de paz e segurança na região". O eurodeputado português Paulo Rangel fez um alerta para a "grande invisibilidade e opacidade" do drama que se vive em Cabo Delgado, no norte de Moçambique, e disse hoje que a Igreja Católica "é a única entidade a aliviar o sofrimento das populações". Ele ainda afirmou: "A Igreja Católica, nomeadamente o bispo de Pemba, será com certeza, um dos grandes interlocutores para canalizar o apoio porque é, na verdade, a única entidade no terreno que tem estado ativamente a tentar, já não digo resolver, mas ao menos aliviar o sofrimento por que estas populações estão a passar e que é realmente atroz".
No norte do país os muçulmanos são maioria, tem havido crescimento do fundamentalismo, principalmente na província de Cabo Delgado. Os fatores atribuídos para o crescimento do radicalismo são a violência, consequência da pobreza, da corrupção e da frustração entre os jovens desfavorecidos, e é alimentada pelos fundamentalistas que entram pelos países vizinhos e por pregadores islâmicos que regressam a Moçambique após estudos de interpretações rígidas do islã em países como o Catar, Egito, Kuwait, Arábia Saudita e África do Sul. Especula-se que o financiamento saudita e catariano do islã radical vise inclusive impedir os avanços de um projeto de exploração de gás natural em Moçambique, já que os dois países estão entre os maiores produtores mundiais, e a exploração representaria uma grande concorrência.  Lá os convertidos enfrentam extrema pressão para renunciar à fé. Os que se recusam a retornar ao islã, geralmente enfrentam isolamento da comunidade, e os cristãos em geral enfrentam extrema violência destes grupos islâmicos, são forçados a fugir de suas casas e têm suas igrejas, escolas e empresas saqueadas e destruídas. Em abril de 2020, um grupo jihadista com laços com o Estado Islâmico matou 52 pessoas, incendiou igrejas e instituições e atacou aldeias. Muitos outros cristãos já foram assassinados ao longo dos anos unicamente por conta de sua fé. Dezenas de milhares de pessoas já fugiram do norte do país. O exército moçambicano se retirou de locais estratégicos, o que contribuiu para a expansão dos ataques no último ano. Além disso, os cartéis de drogas em algumas áreas dificulta a vida dos cristãos – especialmente de jovens.
Cálculos do relatório mais recente da Fundação ACN indicam que, desde outubro de 2017, os insurgentes islâmicos tenham realizado cerca de 139 ataques, matando mais de 350 civis e militares. Isso faz com que o país seja considerado pela entidade como de "prioridade máxima", já que sofre os efeitos do terrorismo, da pandemia de COVID-19 e de um surto de cólera.Entre maio e julho de 2018, mais de 400 casas foram incendiadas e milhares de pessoas ficaram desalojadas na província de Cabo Delgado. No dia 18 de agosto de 2018, criminosos insurgentes armados atacaram uma aldeia cristã no norte, incendiando casas e obrigando seus residentes a fugir. Vários ataques semelhantes na região ocorrem frequentemente. Em setembro de 2019 homens desconhecidos chegaram à Aldeia da Paz, no norte, e incendiaram as casas dos moradores, sendo que ninguém chegou a morrer após o crime, mas tiveram de fugir para a floresta. A Caritas precisou agir e enviar suprimentos aos aldeões. No dia 10 de abril de 2020, um grupo jihadista atacou a aldeia de Muambula, em Cabo Delgado, destruindo casas de missionários e danificando a igreja local. Os missionários conseguiram fugir para Pemba. Um mês depois, no dia 12 de maio, uma casa de uma missão beneditina foi atacada na aldeia de Auasse e os monges tiveram de fugir. Ainda assim, o então bispo de Pemba, Dom Luiz Fernando Lisboa, declarou que não acreditava que os ataques visassem especificamente a Igreja Católica. Em julho do mesmo ano o referido bispo de Pemba lançou uma campanha de solidariedade por meio da Caritas, e uma campanha de oração pelas vítimas da violência.
Atos de violência continuaram a ocorrer em agosto e setembro de 2020, forçando a população a deixar a região. Dom Luiz Fernando Lisboa recebeu ameaças de morte após os seus repetidos pedidos públicos de ajuda ao governo e à comunidade internacional. O Papa Francisco chamou o bispo para expressar a sua solidariedade e apoio, e pouco depois o presidente de Moçambique visitou-o em Pemba. Ele ainda afirmou que além do telefonema do Papa, o Pontífice também colocou a situação da região em suas orações e a citou na benção urbi et orbi, na Páscoa de 2020. Em carta lançada após a sessão plenária de 2021, os bispos moçambicanos disseram estar "com o coração cheio de tristeza" pela violência em Cabo Delgado. Entre outras coisas, a nota diz:
Deploramos e condenamos todos os actos de barbárie cometidos. Em Cabo Delgado pessoas indefesas são mortas, feridas e abusadas. Elas vêem seus bens pilhados, a intimidade dos seus lares violada, suas casas destruídas e cadáveres de seus familiares profanados. São obrigadas a abandonarem a terra que os viu nascer e onde estão sepultados os seus antepassados. Estes nossos concidadãos, a maioria mulheres e crianças, são empurrados para o precipício da insegurança e do medo. Deploramos a prevalência deste estado de coisas, sem indicações claras de que a breve trecho haverá superação das causas que alimentam este conflito. Este estado de coisas faz crescer e consolidar a percepção de que por de trás deste conflito há interesses de vária natureza e origem, nomeadamente de certos grupos de se apoderarem da nação e dos seus recursos. Recursos que, em lugar de serem postos ao serviço das comunidades locais e tornarem-se fonte de sustento e de desenvolvimento, com a construção de infraestruturas, serviços básicos, oportunidade de trabalho, são subtraídos, na total falta de transparência, alimentando a revolta e o rancor, particularmente no coração dos jovens, e tornando-se fonte de descontentamento, de divisão e de luto.— Declaração conjunta dos bispos de Moçambique
Em 12 de maio de 2021, a Igreja acusou o governo de estar mais preocupado com a questão do gás natural em Cabo Delgado do que com a população que sofre com a violência islâmica. O bispo de Nacala, Alberto Vera Aréjula assinou um comunicado da Comissão Episcopal de Justiça e Paz, entidade da Igreja Católica em Moçambique, o qual afirmava que "A maior concentração na defesa do negócio de gás e petróleo em detrimento da defesa de vida de milhares de moçambicanos induz-nos a acreditar que a primazia do Estado é defender os lucros e bem-estar para um pequeno punhado de gente já abastada", e completou: "A primeira luta seria pôr fim ao conflito armado, investir na área social e infraestruturas, bem como definir estratégias para uma exploração eficaz e segura dos recursos". Desde 2017 em curso, a violência em Cabo Delgado já provocou mais de 2.500 mortes e 714.000 deslocados.

### Visita do Papa Francisco
O Papa Francisco visitou o país entre os dias 4 e 6 de setembro de 2019, juntamente com Maurício e Madagascar. A confirmação da viagem aconteceu poucos dias após o Santo Padre anunciar uma doação no valor de 150 mil euros para ajudar as vítimas do ciclone Idai, que matou mais de 700 pessoas em Moçambique, Zimbábue e Malauí. Francisco se encontrou com o Presidente Filipe Nyusi, outras autoridades estatais, uma delegação de líderes religiosos. Francisco presidiu uma missa que contou com a presença de 60.000 pessoas no Estádio Nacional do Zimpeto, e pediu aos moçambicanos que continuem no caminho da reconciliação, e alertou para os perigos da desigualdade social e da corrupção, afirmando: "Moçambique tem um território cheio de recursos naturais e culturais", destacou, mas apesar dessas riquezas, "uma quantidade enorme da população vive abaixo do nível de pobreza". O Papa afirmou que "por vezes, parece que aqueles que se aproximam com suposto desejo de ajudar, têm outros interesses. É triste quando isso se verifica entre irmãos da mesma terra, que se deixam corromper". O presidente moçambicano chegou a acusar a Igreja de "patrocinar logisticamente" os insurgentes, e fez isso em uma espécie de represália, após o bispo de Pemba denunciar irregularidades das Forças de Defesa e Segurança do governo, como violações dos direitos humanos e outros abusos contra a população. A troca de acusações gerou tensão entre o governo e a Igreja, o que foi apaziguado pela viagem papal. A mídia chegou a afirmar que os dois lados haviam "feito as pazes" novamente. Especialistas ouvidos pela Deutsche Welle elogiaram tanto o presidente quanto o trabalho do bispo católico, criticando aqueles que querem "espalhar o ódio" contra o líder da Diocese.
Também quero exprimir o reconhecimento, meu e de grande parte da comunidade internacional, pelo esforço que, há decénios, se vem fazendo para que a paz volte a ser a norma, e a reconciliação o melhor caminho para enfrentar as dificuldades e desafios que tendes como nação. Neste espírito e com este propósito, há cerca de um mês assináveis na Serra da Gorongosa o acordo de cessação definitiva das hostilidades militares entre irmãos moçambicanos. Um marco, que saudamos e esperamos decisivo, plantado pelos corajosos na senda da paz que parte daquele Acordo Geral de 1992 em Roma. Quantas coisas se passaram desde a assinatura do histórico tratado que selou a paz e deu os seus primeiros rebentos! São estes rebentos que sustentam a esperança e dão confiança para não deixar que a maneira de escrever a história seja a luta fratricida, mas a capacidade de se reconhecerem como irmãos, filhos duma mesma terra, administradores dum destino comum. A coragem da paz! Uma coragem de alta qualidade: não a da força bruta e da violência, mas aquela que se concretiza na busca incansável do bem comum— Discurso do Papa Francisco às autoridades civis, corpo diplomático e sociedade civil moçambicanos